# 溫迪哥
溫迪哥 （Wendigo，另有windigo、weendigo、windago、waindigo、windiga、witiko、wihtikow等拼音） ，又譯冰心食人魔 ，是一種食人的怪物，源自於美國和加拿大阿爾岡昆印地安人的傳說。

## 阿爾岡昆神话
温迪哥是美国北部和加拿大的阿爾岡昆部落傳统信仰與禁忌的一部分, 尤其是在奥吉布瓦族(Ojibwa)、索爾托族(Saulteaux)、克里族(Cree)、纳斯卡皮族(Naskapi)和因奴族(Innu)。
僅管描述略有不同，一般都將温迪哥視為一種殘酷、惡毒，擁有巨大精神力量的超自然个体。 它们被认为是遭恶灵附身的人类变化而成，在面临危险的情况下會同类相食，因而时常與冬天、北方、寒冷、飢荒、飢餓联系在一起。
此外，溫迪哥一詞也被阿爾岡昆人用以形容貪得無厭的人或破壞環境的行為。

## 外貌特徵
溫迪哥是一種骨骼與心臟由冰構成，通體透明的巨魔。它身高20至30英尺，巨大的嘴裡長滿尖銳突出的長牙，呼吸時氣息通過參差不齊的齒縫，發出刺耳的嘶嘶聲；它的眼睛布滿血絲，一碼長的腳掌上只有一枚腳趾；手掌的尖爪可輕易在樹皮上留下深長的刮痕。它力大無窮，足以推倒阻礙其道路的樹木。
又傳，溫迪哥身型瘦削，形容枯槁。巨大的骨架上包覆著死灰色的乾燥皮膚，眼窩塌陷，嘴唇破爛，全身散發鮮血與腐敗的氣息，彷彿剛從墓穴爬出的活屍。
在流行文化中，溫迪哥也常被描繪成具備雪怪、殭屍、巨人、馴鹿等多重特徵的形象。

## 習性
溫迪哥什么都吃，尤其喜愛人肉。它們常出現於食物匱乏的寒冬，躲藏於樹林中，隨機捕食路過的人類。阿爾岡昆人認為，出門狩獵的獵人若無故失蹤，便是慘遭溫迪哥的毒手。
溫迪哥的胃有如無底洞，永遠無法飽足，因而被視為貪婪、欲求不滿的象徵。阿爾岡昆人相信，若一個人過度貪婪不知節制，或是做出同類相食的行為，也會墮落為溫迪哥。

## 科學解釋
俗稱狂鹿症的CWD(慢性消耗病)會導致鹿的大腦被蛀空，進而行為、外觀異常。進而成為所謂的殭屍鹿、非鹿(not deer)。

## 溫迪哥精神病
温迪哥精神病（Wendigo psychosis） 是指由于传统与文化结合的紊乱（即“文化結合症候群”，culture-bound syndrome）而对吃人肉有强烈欲望，最终成为食人者的精神病患者。据说这曾经发生在阿尔冈昆文化中。
阿爾岡昆人相信，溫迪哥精神病是受到溫迪哥託夢或附身所造成。患者的早期症狀包含情緒壓抑、嗜睡、易做惡夢；疾病發作時，會感到強烈的飢餓感，並對人肉產生強烈的慾望，最後殺害身邊的人並生啖其肉。自十七世紀以來，在奥吉布瓦族中，共出現70起溫迪哥精神病案例，其中有44個案例患者吃了人肉，另26起案例中的患者則在發病前被族人發現而遭到處死。患者之中女性也不少，佔了29起。
有鑑於溫迪哥精神病引起的異常現象，引發1980年代西方民族誌學家，心理學家和人類學家的激烈爭論。某些研究者認為，溫迪哥精神病只是一種捏造，是人類學家在缺乏實際觀察的情況下穿鑿附會，將神話內容刻意誇大的結果。然而透過諸多歷史記載的案例，以及阿爾岡昆族目擊者的說法，證明溫迪哥精神病確實存在於現實中。
溫迪哥傳說與溫迪哥精神病是兩個相互連結的文化叢體，然兩者間的因果關係尚無明確定論。有人認為奧吉布瓦族居住於氣候嚴寒的極區內，冬季食物匱乏時不得已殺人止飢，在理智恢復後為合理化自己的瘋狂行徑，進而創造出溫迪哥傳說以安撫自身的罪惡感。然而此假說不能解釋生存環境比奧吉布瓦族更為寒冷嚴苛的因紐特人為何沒有食人精神病與相關神話傳說。
一般認為，溫迪戈傳說與溫迪哥精神病是相輔相成，互為因果。透過傳說歸因，食人行為得到合理化；而傳說也因精神病案例得到加強，形成神話與行為互相支持的現象。
隨著阿爾岡昆人與外來歐美文明的接觸逐漸頻繁，溫迪哥精神病案例在20世紀已急劇下降。

## 流行文化

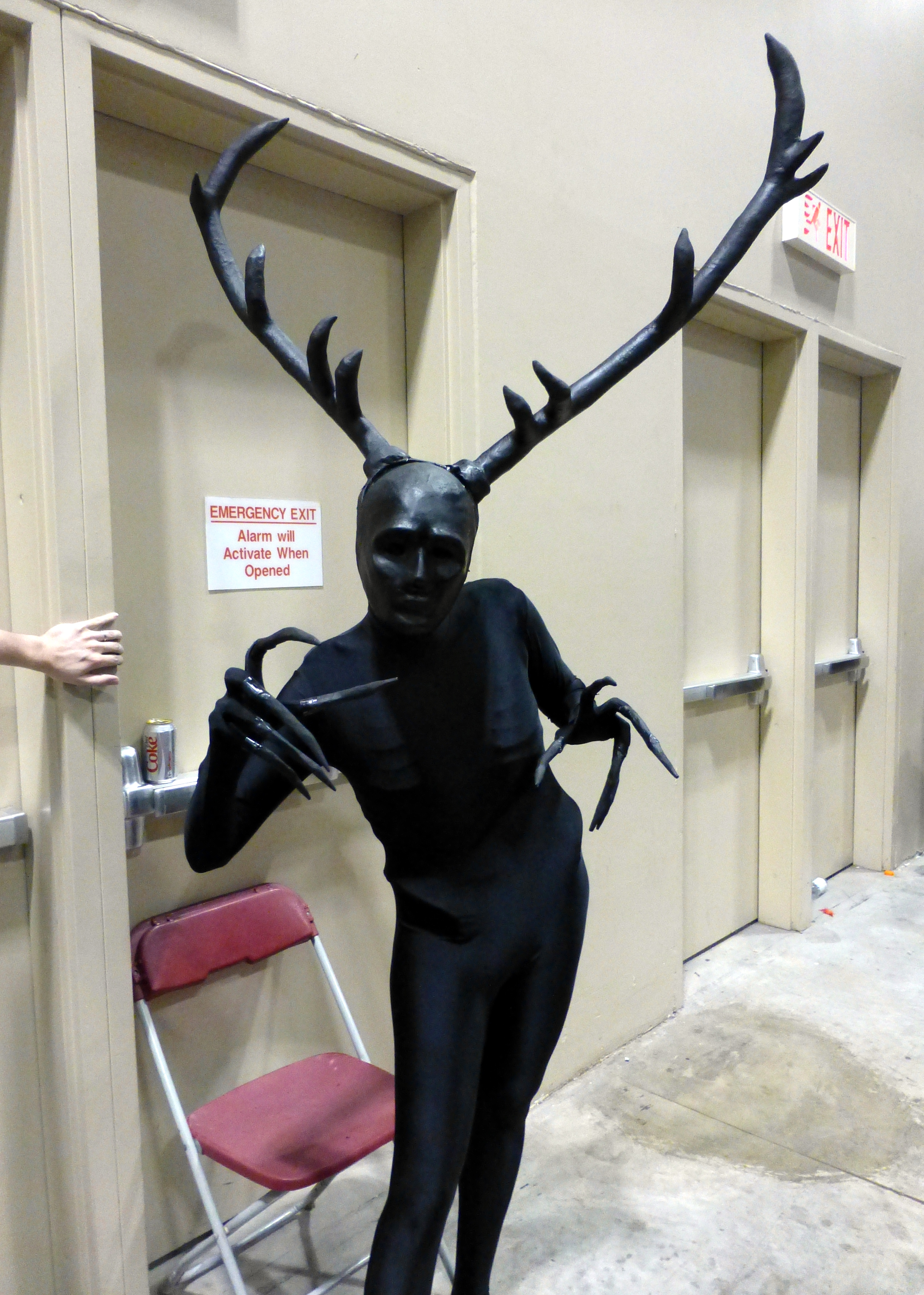
一位打扮成溫迪哥的角色扮演者

### 小說
西方流行文化中首位受到溫迪哥傳說啟發而命名的角色，出現於阿爾杰農·布萊克伍德的短篇小說《溫迪哥》(The Wendigo，1910)。布萊克伍德的作品影響後世主流恐怖小說的描寫，如奧古斯特·德雷斯的《風行者》(The Thing that Walked on the Wind，1933)和《伊塔庫亞》(Ithaqua，1941)，進而使史蒂芬·金在其小說《禁入墳場》 (Pet Sematary，1983)中創造出一隻名為溫迪哥的怪物。它是一個邪惡的化身，外貌醜陋，帶著恐怖的微笑，黃灰色的眼睛，耳朵被羊角取代，鼻孔噴著白煙，還有一條尖長腐爛的黃色舌頭。這些作品為溫迪哥在流行文化中的形象打下基礎，甚至取代它在美國原住民傳說中原本的形象。

### 漫畫
溫迪哥也出現在漫威漫畫中。由作家Steve Englehart和藝術家Herb Trimpe創作的怪物，首次出現於《無敵浩克》＃162（1973年4月），與浩克及金剛狼戰鬥。

### 電影
《Dark was the Night》
《Ravenous》

### 影集
《少狼》
《超自然檔案》
《聖女魔咒》
《格林》
《雙面人魔》
《Blood Ties》

### 遊戲
《直到黎明》
《血源詛咒》
《異塵餘生76》
《魔獸世界》
《龍與地下城》
《minecraft 恐怖生物模組 (Lycanites Mobs)》
《The Legend of Dragoon》
《The Secret World》

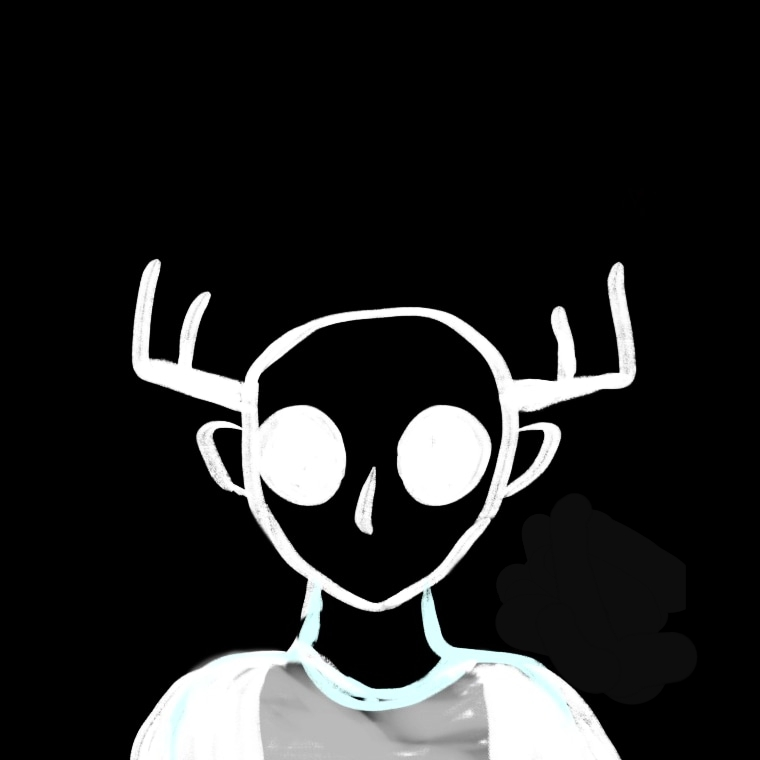
a character from 41213301

《明日方舟 薩卡茲族分支》
受到傳說影響所創的角色